# 松島剛
松島 剛（まつしま こう、嘉永7年10月2日（1854年11月21日） - 1940年（昭和15年）1月6日）は、日本の明治時代における教育者、東京市会議員。

## 概略
嘉永7年（1854年）10月2日、紀州藩士松島欽右衛門の子として江戸に生まれる。慶應義塾中退。慶応義塾幼稚舎、茨城県立水戸中学校、埼玉県立不動岡中学校などで教員を務めたのち、東京英和学校（現在の青山学院大学）教授などを歴任。1884年（明治17年）に翻訳刊行したスペンサーの「社会平権論」は自由民権運動に大きな影響をあたえた。人文地理学の立場から初期の地理教育につくした。1940年（昭和15年）、死去。享年87（満85歳没）。

## 訳書
- スウィントン著「万国史要」
- スペンサー著「社会平権論」